# アンナ・ポドレッツ
アンナ・ミロス＝ポドレッツ（Anna Miros-Podolec 、1985年10月30日 - ）は、ポーランドの元女子バレーボール選手。

## 来歴
ポーランド代表で次世代エースとして期待され、早い時期からシニア代表に招集された。
2002年の世界選手権で世界三大大会に初出場し、ワールドカップには2003年、2007年大会に連続出場、2008年の北京五輪世界最終予選では同国40年ぶりの五輪出場を果たす原動力となった。同年8月の北京五輪に出場した。
その後は代表から外れたが、2011年のワールドグランプリで3年ぶりに復帰した。

## 所属チーム
- MKSワンツト（-）
- SMSソスノヴィエツ（-）
- BKSビェルスコ＝ビャワ（2003-2004年、2006－2007年）
- AES Bałakowskaja（2007-2008年）
- アシステル・ノヴァーラ（2008-2010年）
- BKSスタル・ビェルスコ＝ビャワ（2010-2011年）
- CSディナモ・ブカレスト（2011-2012年）
- Avtodor-Metar（2012年）
- アトム・トレフル・ソポト（2012-2016年）
- Tauron Banimex MKS Dąbrowa Górnicza（2016-2017年）
- KSZO SMSオストロヴィエツ・シフィエントクシスキ（2017-2018年）
- エネルガMKSカリシュ（2018-2020年）